# Christoph Driessen

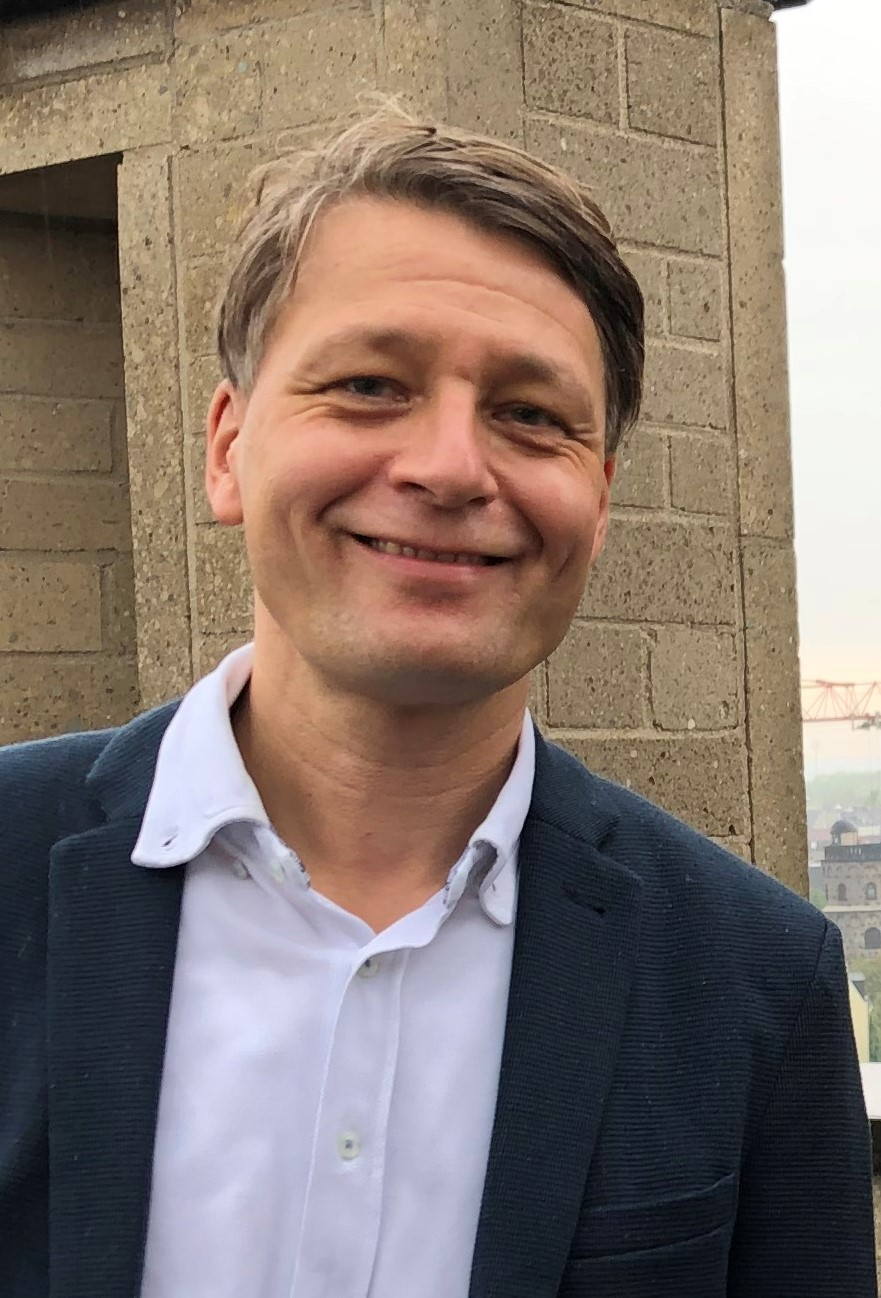
Christoph Driessen im September 2020 im Kölner Rheinauhafen.

Christoph Driessen (* 1967 in Oberhausen) ist ein deutsch-niederländischer Journalist und Historiker.

## Leben und Werk
Driessen wurde in Oberhausen als Kind eines niederländischen Vaters und einer deutschen Mutter geboren und wuchs in Deutschland auf. Er studierte an der Universität Dortmund Journalistik und Geschichte und promovierte 1994 mit einer Arbeit über die Niederländische Ostindien-Kompanie. Ab 1993 war er Auslandskorrespondent in Den Haag, London und New York. Seit 2006 leitet er das Kölner Büro der Deutschen Presse-Agentur dpa.
Driessen veröffentlichte 2009 die Monografie Geschichte der Niederlande – Von der Seemacht zum Trendland, die seither mehrfach in aktualisierter Fassung aufgelegt wurde. Darin behandelt er die Geschichte der Niederlande vom Aufstand gegen die Spanier im 16. Jahrhundert über das Goldene Zeitalter bis hin zur deutschen Besatzung im Zweiten Weltkrieg und dem heutigen EU-Staat mit freiem Haschisch-Verkauf und Integrationsdebatte.
Mit seinem Buch Rembrandt und die Frauen legte Driessen eine Biografie der drei Frauen vor, mit denen der Maler Rembrandt zusammen war.
2018 veröffentlichte er die nach Verlagsangaben erste Gesamtdarstellung der belgischen Geschichte in deutscher Sprache. Auch diese erschien in mehreren Auflagen. Darüber hinaus publizierte er Bücher zur Geschichte der Städte Amsterdam und Köln sowie 2020 einen historischen Roman über die Niederländische Ostindien-Kompanie.

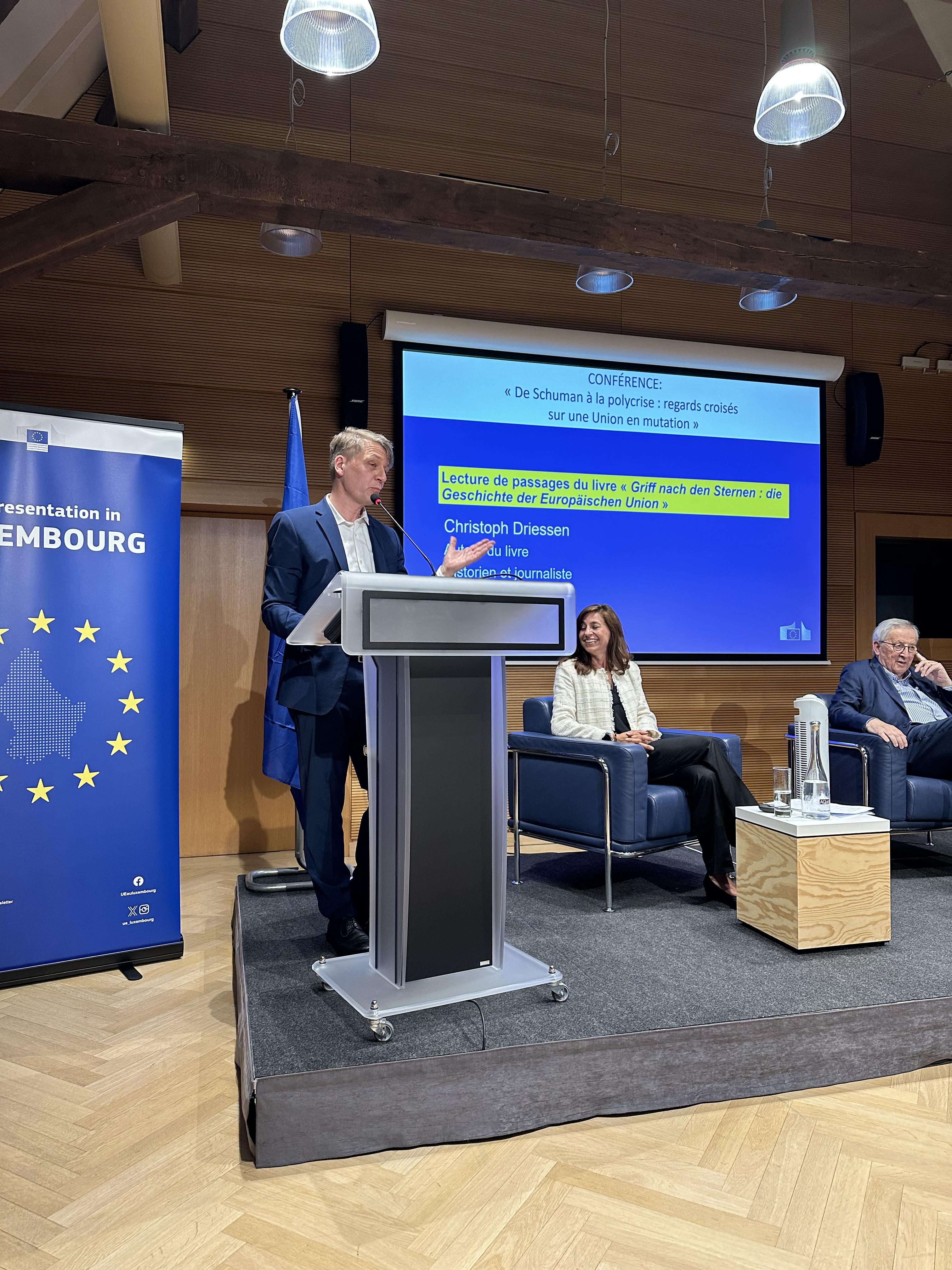
Präsentation des Buchs "Griff nach den Sternen" von Christoph Driessen (links) mit dem ehemaligen EU-Kommissionspräsidenten Jean-Claude Juncker (rechts) im Juni 2025 in Luxemburg.

Sechs Jahre Recherche gingen der Veröffentlichung des Sachbuchs Griff nach den Sternen – Die Geschichte der Europäischen Union im Jahr 2024 voraus. Das Buch „schildert die Geschichte der EU von ihren Anfängen bis heute. Aber nicht als langen Text, sondern in kleinen Anekdoten, die an ganz unterschiedlichen Orten in Europa und darüber hinaus spielen“. Die Süddeutsche Zeitung urteilte: „Wie nebenbei versteht der Leser die großen Linien, warum etwa das Bild von Briten und Franzosen auf das europäische Projekt von Anfang an so unterschiedlich war.“
Laut Frankfurter Allgemeine Zeitung enthält das Buch eine Warnung: „Das, was so sorgfältig aufgebaut wurde, ist wieder in Gefahr.“  Die jüngsten Erfolge der Rechtspopulisten zeigten deutlich, dass „an der Rückabwicklung der Integration gearbeitet“ werde.

## Werke
- Die kritischen Beobachter der Ostindischen Compagnie. Brockmeyer, Bochum 1997, ISBN 3-8196-0415-4
- Menschen im Kölner Dom. Greven, Köln 2009, ISBN 3-7743-0425-4
- Geschichte der Niederlande – Von der Seemacht zum Trendland. Pustet, Regensburg 2009, ISBN 3-7917-2173-9; zuletzt überarbeitete, aktualisierte Auflage: Pustet, Regensburg 2022, ISBN 978-3-7917-2173-6
- Kleine Geschichte Amsterdams. Regensburg 2010, ISBN 3-7917-2272-7
- Rembrandt und die Frauen. Regensburg 2011, ISBN 3-7917-2359-6
  - (niederländisch als Rembrandts vrouwen. Bert Bakker, Amsterdam 2012, ISBN 978-90-351-3690-8)
- Köln. Eine Stadt in Biographien. Travel House Media, München 2015, ISBN 978-3-8342-1730-1. (20 Porträts von Iulia Agrippina bis Charlotte Roche)
- mit Barbara Driessen: Köln. Eine Geschichte. Vom Urwald zur Millionenstadt. Greven, Köln 2015, ISBN 3-7743-0653-2; zuletzt überarbeitete aktualisierte Auflage: Greven, Köln 2025, mit Untertitel "Geschichte einer europäischen Stadt"
- Geschichte Belgiens – Die gespaltene Nation. Pustet, Regensburg 2018, ISBN 3-7917-2975-6; zuletzt überarbeitete, aktualisierte Auflage: Pustet, Regensburg 2023, ISBN 3-7917-2975-6
- Die Muskatprinzessin. Historischer Roman. Maximum, Langwedel 2020, ISBN 978-3-948346-16-4
- Griff nach den Sternen, Die Geschichte der Europäischen Union, Pustet, Regensburg 2024, ISBN 978-3-7917-3474-3